# 塔布勒島

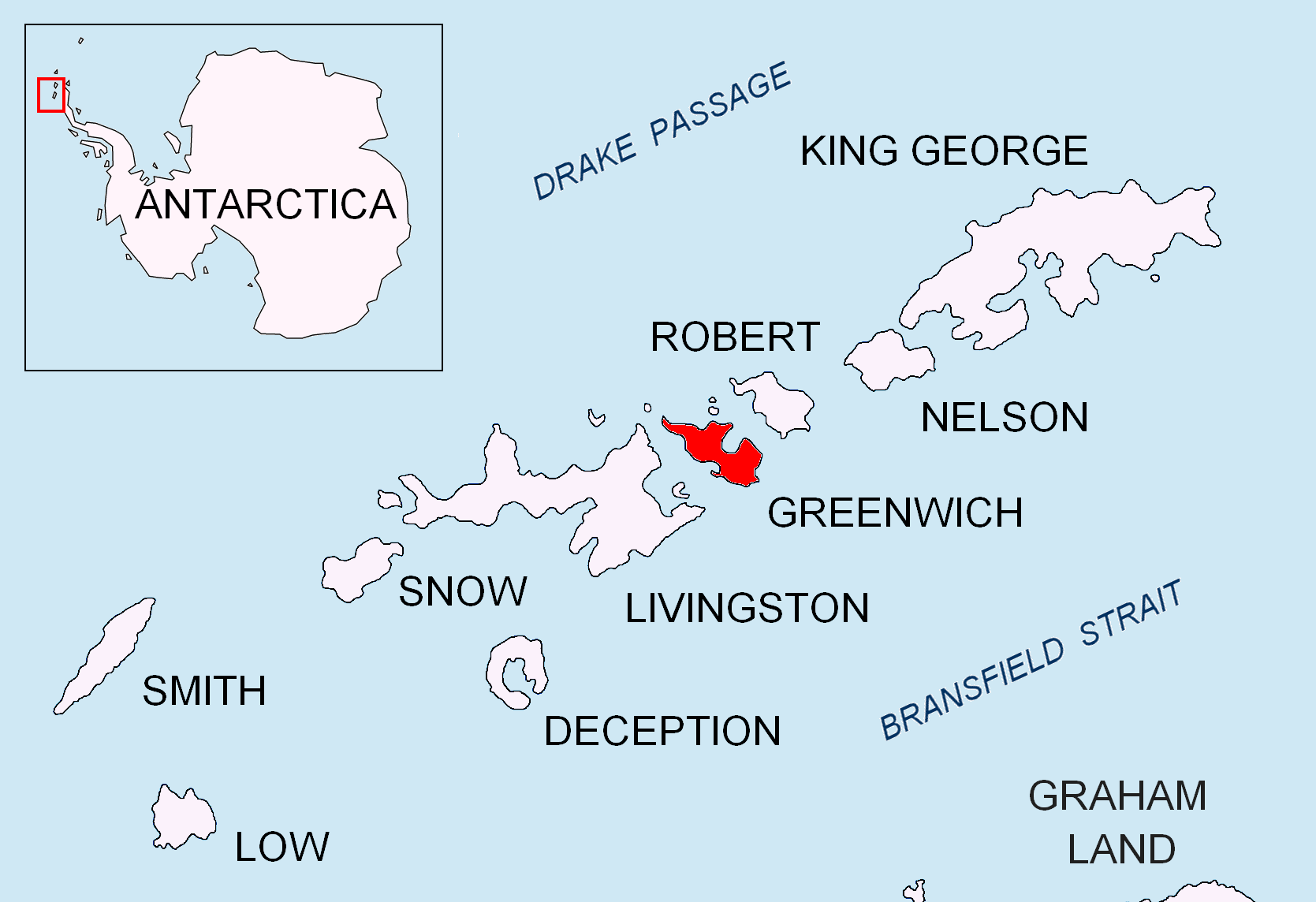

塔布勒島（英語：Table Island）是南極洲的島嶼，屬於南設得蘭群島的一部分，位於格林尼治島以北，長1.4公里、寬1公里，面積1.12平方公里，最高點海拔高度396米，島上無人居住。

## 外部連結
- SCAR Composite Antarctic Gazetteer（页面存档备份，存于）.

62°20′34.8″S 59°48′29.7″W / 62.343000°S 59.808250°W